# Cane da pastore silano
Il cane da pastore silano o Pastore della Sila  è una razza canina in corso di riconoscimento ufficiale,  di recente ammessa nel Registro Supplementare Aperto del Libro Genealogico dall'ENCI, originaria dell'Altopiano della Sila, in Calabria. Utilizzato per la deterrenza contro il lupo, rappresenta una delle razze canine più antiche d'Italia.

## Storia

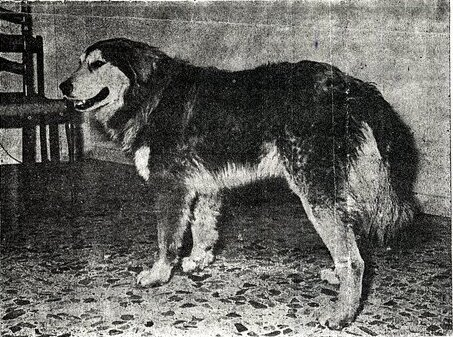
Cane pecoraio calabrese ritaglio di giornale

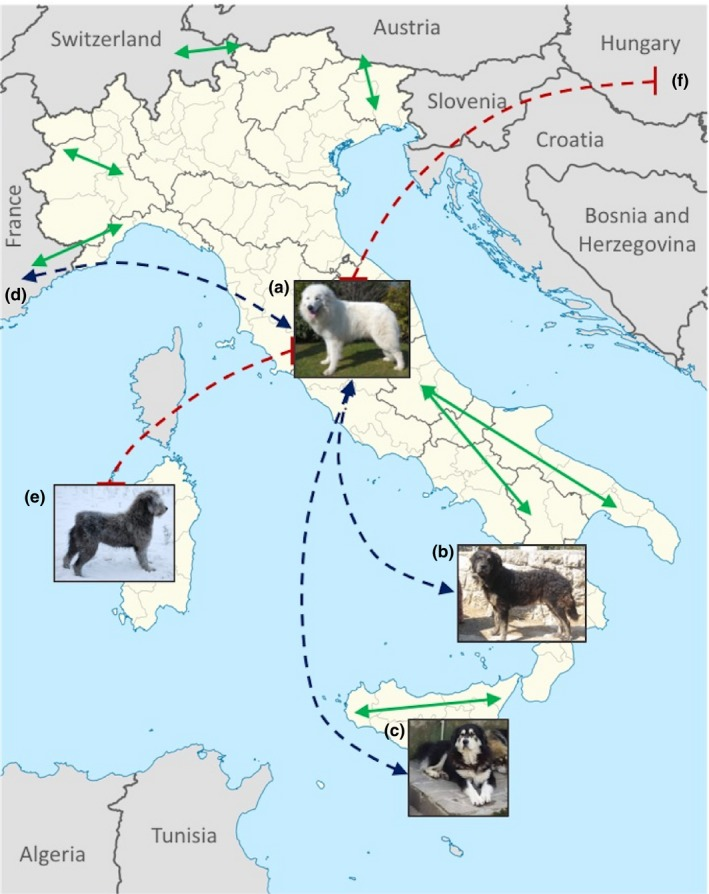
Transumanza e aplotipi delle razze da pastore italiane

Le origini del cane da pastore della Sila sono riconducibili all'origine degli animali arrivati nell'antichità con le migrazioni dei pastori nomadi dall'Asia fino all'Italia meridionale. Fonti suggeriscono la stretta somiglianza con il Cane da pastore greco.
Questi pastori nomadi portarono con sé il bovino podolico e le capre da cui discendono le tre razze autoctone calabresi, la capra "rustica di Calabria", la "nicastrese" e "l'aspromontana". Da sempre utilizzato come difensore degli armenti dal Lupo.
Utilizzato per secoli per la difesa delle greggi, verso la metà del XX secolo il progressivo abbandono dei vecchi metodi della pastorizia ha quasi portato all'estinzione questa razza, che è sopravvissuta allo stato brado nelle zone più impervie. Agli inizi degli anni ottanta del secolo scorso è stato intrapreso un primo intervento di individuazione e recupero della razza, seguito da un secondo intervento agli inizi del XXI secolo, che ha portato nel 2012 alla creazione di un'associazione di tipo ONLUS denominata Club Italiano Pastore della Sila che ha come scopo il recupero, la preservazione e la diffusione della razza nonché si sta operando per ottenere il suo riconoscimento ufficiale da parte dell'Ente nazionale cinofilia italiana.
La razza è stata inscritta nel registro genealogico dell'ente nazionale di cinofilia italiano.

## Utilizzo
Cane da branco con lo scopo di guardia e protezione del gregge di capre in Sila.
Brevi cenni storici: è una delle italiane razze più antiche, nasce dall'incrocio tra i cani da pastore che seguivano le mandrie caprine delle popolazioni greche, che nei secoli scorsi scesero dalla Puglia sull'Altopiano Silano, e i cani presenti nel territorio montano calabrese portati dalle popolazioni di cacciatori indoeuropei risalenti all'epoca dell'ultima glaciazione. Questo cane ha conservate intatte le sue caratteristiche morfo-funzionali fino ai giorni d'oggi. 

## Aspetti caratteriali e attitudinali

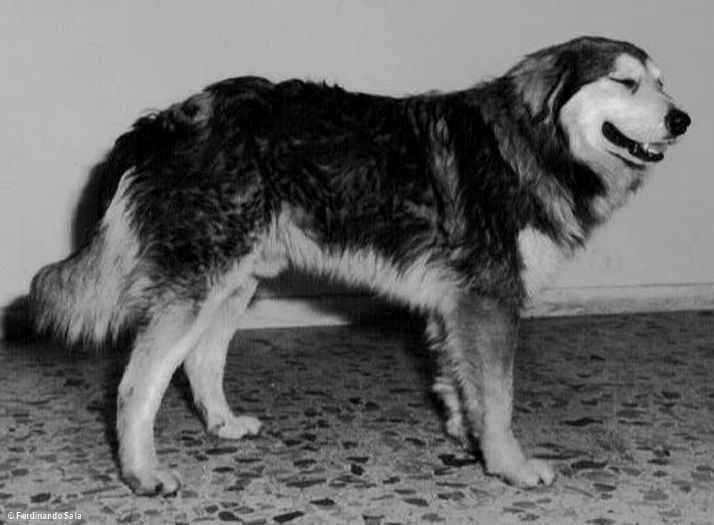
Una foto degli anni ’70 di un cane della Sila

È un cane che ama la vita da branco. Impavido e tenace un cane da guardia delle greggi, ma non è un conduttore. Vivace e attento, pronto e percettivo. È un cane dotato di un'eccellente memoria. Diffidente con gli estranei quando non è in presenza del pastore/proprietario, altrimenti socializza facilmente anche con gli estranei. Molto docile ed estremamente affettuoso con il padrone. Attualmente la razza è impiegata per la guardia degli allevamenti di capre allevati allo stato brado o semibrado, alle quali dimostra una totale attaccamento. Gli allevamenti ufficiali di questa razza sono sporadici sul territorio italiano, soprattutto per la conoscenza della razza poco nota e per il numero ridotto di esemplari con pedigree. Nonostante l'assenza di una certificazione di razza, soprattutto sul territorio calabrese, sono presenti all'interno di allevamenti zootecnici soggetti in purezza che derivano da ceppi antichi e proprio come i loro antenati vengono usati per la custodia delle greggi. L'attaccamento agli animali bovini, ovini ma anche quelli di basso cortile, rappresenta uno degli obiettivi che gli enti di tutela si sono posti di rafforzare. Per questo motivo, i soggetti migliori o che comunque presentano spiccate attitudini alla tutela del gregge, sono quelli nati in aziende dove si pratica l'attività di allevamento in cui i cuccioli fin dal primo giorno di vita sono a contatto con gli animali nella stalla o nell'ovile. È un cane dotato di grande rusticità capace di sopportare situazioni estreme,sia atmosferiche che di privazione di cibo, anche per periodi più o meno lunghi. Sono state dimostrate le sue doti di grande arrampicatore: vi sono molti soggetti capaci di arrampicarsi su grandi alberi senza difficoltà ma questa caratteristica non è significativa, soprattutto perché non è comune a tutti gli esemplari.

## Aspetto

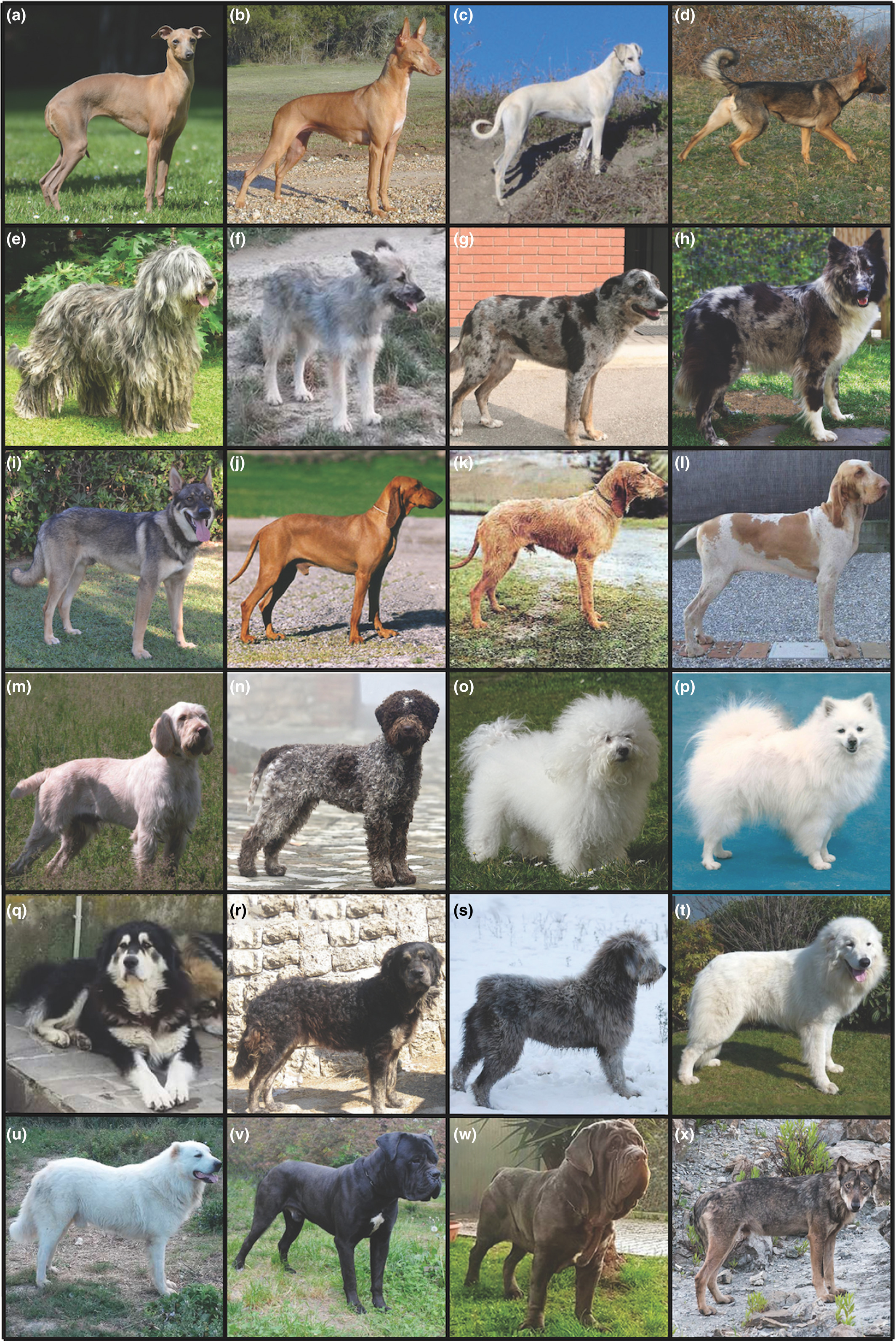
Le 23 Razze italiane note, tra cui il pastore silano, delle 14 razze canine italiana riconosciute a livello internazionale

Cane di taglia relativamente grande. Deve dare l'idea di un cane potente ma allo stesso tempo agile. Vigoroso, agile e mai pesante, massiccio, forte, di buona muscolatura e ossatura. Il dimorfismo sessuale deve essere ben evidente, cioè il maschio si deve distinguere a colpo d'occhio dalla femmina. Ha il mantello lungo e molto folto.
Statura al garrese ideale nei maschi da cm. 67 a cm. 70; nelle femmine da cm. 65 a cm. 68. Peso per i maschi da 50-55 kg; femmine da 35-40 kg.
La testa è grossa, di forma lupoide. Vista dall'alto deve sembrare un imbuto. Il Cane da Pastore della Sila è di tipo mesocefalico, con cranio grande e piatto sul suo profilo orizzontale. Potente ma non pesante. Gli assi cranio-facciali sono divergenti. La cresta occipitale è poco evidente.
Il muso è potente, leggermente a forma di cono, la sua larghezza è leggermente inferiore a quella del cranio. Le labbra superiori sono spesse ma non eccessivamente sviluppate in altezza, coprono appena i denti della mandibola. I margini labiali sono sempre ben pigmentati di nero, tranne nelle varietà fulve nelle quali sono pigmentate color fegato.
Gli occhi sono non troppo grandi rispetto alle dimensioni del cranio, con taglio delle palpebre a mandorla. Sono posizionati leggermente obliqui. Non sono né sporgenti né infossati nelle orbite. Le palpebre sono pigmentate di nero, tranne nelle varietà fulve nelle quali sono di color fegato, ben aderenti al globo oculare. La colorazione dell'iride varia dall'ocra al marrone scuro, a seconda della colorazione del mantello. Nelle varietà tigrate o fulvo focato sono presenti in pochi esemplari occhi leggermente chiari.
Le orecchie sono di forma triangolare con punta leggermente arrotondata. L'attaccatura è inserita molto al di sopra dell'arcata zigomatica. Portamento pendente e mobile, piccole rispetto alla mole del cane, portate aderenti alla guancia.
Le colorazioni del mantello sono simili alle colorazioni dei mantelli delle capre allevate sull'Altopiano della Sila (Rustica di Calabria, Nicastrese e possono essere:
- Nero totale.
- Nero Calzato con macchia bianche che va dal margine inferiore del collo fino al petto e sterno, sul carpo/metacarpo/piede e sulla punta della coda.
- Nero focato detta in gergo pastorale “Jelina”.
- Zibellino